# Léon Semmeling
Léon Joseph Semmeling (ur. 4 stycznia 1940 w Moelingen, zm. 14 marca 2024) – belgijski piłkarz, pomocnik. Długoletni zawodnik Standardu Liège.
Standard Liège był jedynym klubem w jego dorosłej karierze. W pierwszym zespole debiutował w 1959 i do 1974 rozegrał ponad 400 spotkań. Pięć razy zostawał mistrzem kraju (1961, 1963, 1969–1971), w 1966 i 1967 znajdował się wśród triumfatorów Pucharu Belgii.
W reprezentacji Belgii wystąpił 35 razy i zdobył 2 bramki. Debiutował w 1961, ostatni raz zagrał w 1973. Grał na mistrzostwach świata w 1970 (3 spotkania). Dwa lata później znajdował się wśród brązowych medalistów ME 72.